# Microcyclops feuerborni
Microcyclops feuerborni – gatunek widłonoga z rodziny Cyclopidae. Nazwa naukowa gatunku została po raz pierwszy opublikowana w 1933 roku przez niemieckiego zoologa Friedricha Kiefera.